# Un killer per Sua Maestà
Un killer per Sua Maestà è un film del 1968, diretto da Federico Chentrens (con lo pseudonimo Richard Owens) e Maurice Cloche. In Francia fu editato col titolo Le tueur aime les bonbons. Il film vede come protagonista l'attore Kerwin Mathews affiancato da Marilù Tolo. Al film partecipano anche Bruno Cremer e Elisa Cegani, quest'ultima in una delle sue ultime apparizioni cinematografiche.

## Trama
Quando il monarca di uno stato mediorientale si reca a Roma per concludere un importante trattato con gli Stati Uniti Schnell, un sicario, tenta di ucciderlo. Sventato l'attentato il monarca rischia di morire una seconda volta sempre per mano di Schnell che, nel frattempo, ha stretto un sodalizio con una dottoressa romana. La CIA invia a Roma, per conto degli Stati Uniti, il detective Mark Stone allo scopo di proteggere il monarca da ulteriori attentati. L'accordo tra lo stato mediorientale e gli Stati Uniti andrà a buon fine: il monarca non morirà e Schnell verrà neutralizzato dal detective Stone. Schnell, però, prima di soccombere, rapirà la madre della compagna di Stone e minaccerà più volte le autorità mediorientali. Solo alla fine si scoprirà il mandante che si celava dietro Schnell, il cui obiettivo era solo quello di detronizzare il monarca.